# Necydalis laevicollis
Necydalis laevicollis là một loài bọ cánh cứng trong họ Cerambycidae.